# Bosumtwi
Bosumtwi nebo také Bosomtwe je meteoritické jezero v Ghaně. Nachází se 30 kilometrů jihovýchodně od města Kumasi v nadmořské výšce 107 m a je obklopeno tropickým deštným lesem. Má rozlohu 49 km² a maximální hloubku 81 metrů, rozloha povodí je 400 km². Vyplňuje kráter zhruba kruhového tvaru, který vznikl při dopadu meteoritu před zhruba milionem let, tektity z té doby se nacházejí až na území Pobřeží slonoviny. Jezero je bezodtoké a hlavním zdrojem vody jsou dešťové srážky. Je jediným přírodním jezerem na území Ghany.
Pro domorodé Ašanty je jezero posvátné, spojují ho s kultem zemřelých a postavou bohyně stvořitelky Asase Ya. Místní rybáři používají dřevěné čluny, protože podle jejich víry by dotek kovu jezero znesvětil. V Bosumtwi žije endemická vrubozubcovitá ryba Hemichromis frempongi. Jezero je populární turistickou atrakcí, v roce 2016 bylo vyhlášeno biosférickou rezervací UNESCO.